# تونی کورتس
تونی کورتس (۱۳ ژانویه ۱۹۱۳–۲۲ ژوئیه ۱۹۳۶) یک کوهنورد آلمانی بود که در دهه ۱۹۳۰ فعالیت داشت. او هنگام تلاش برای صعود به رخ شمالی ایگر به همراه دوست خود آندریاس هینترستوایزر درگذشت.

## زندگی‌نامه
تونی کورتس در ۱۳ ژانویه ۱۹۱۳ در برشتسگادن واقع در باواریای، آلمان جایی که در آن بزرگ شد، به دنیا آمد. وی دوره کارآموزی مختصری را به عنوان لوله‌کش پیش از پیوستن به ورماخت آلمان در سال ۱۹۳۴ به عنوان یک سرباز حرفه ای به پایان رساند. او بهمراه دوست دوران کودکی خود آندریاس هینترستوایزر، صعودهای متعددی به قله‌ها را در کوه‌های آلپ برشتسگادن انجام دادند که این صعودهای آنها از جمله دشوارترین صعودهای آن زمان بود. این دو جوان در سال ۱۹۳۴ از دیوار جنوب غربی و از دیوار جنوبی ستون مستقیم در ۱۹۳۶ صعود کردند. آنها همچنین اولین صعودها را در ریتر آلپ در مرز آلمان و اتریش و از مسیر مستقیم جنوبی تا واتزمنکیندر در واتزمان در سال ۱۹۳۵ انجام دادند.
در ژوئیه ۱۹۳۶، کورتس و هینترستوایزر برچستگادن را که در آنجا مشغول خدمت نظامی بودند ترک کردند و با دوچرخه به کلاینه شایدیگ، سوئیس رفتند و سعی کردند از شمال به ایگر صعود کنند. در حالی که در کوه برای صعود بودند، آنها با دو کوهنورد اتریشی - ادی راینر و ویلی آنگرر دیدار کردند و چهار نفر تصمیم گرفتند که تلاش خود را با هم ادامه دهند.
در هنگام صعود، آنجرر هنگام عبور از اولین میدان یخی، در اثر سقوط سنگ‌هایی که در اثر گرمای طلوع خورشید شل شده بودند، آسیب دید. در نتیجه اوضاع وخیم آنجرر و پیشرفت کند، آنها تلاش برای حمله به ایگر و فتح آن را رها کردند و تصمیم به پایین آمدن گرفتند. درحالیکه آنها مصمم به پایین آمدن بودند، مشکلی دیگر خود را نشان داد، کورتس و دوستانش نتوانستند مسیر خود را در منطقه ای که اکنون به نام تراورس هینترستوایزر شناخته می‌شود، دوباره پیدا کنند مجبور شدند به پایین‌تر بیایند. در نتیجه یک بهمن دیگر، ارتباط خود هینترستوایزر با آنها قطع شد و در کوه سقوط کرد و از بین رفت. بعداً، ویلی آنجر، که اکنون از زیر کورتس بالا می‌رفت، به دیوار کوبیده شد و بلافاصله جان خود را از دست داد. ادی راینر، کوهنوردی که دو نفر دیگر را ایمن کرده بود، به دیوار کشیده شد و دقایقی بعد به دلیل خفگی درگذشت. اکنون کورتس تنها، بدون آسیب دیدگی باقی مانده‌است در حالیکه همه هم‌نوردان وی کشته شده‌اند.
بعداً همان روز، در حالیکه هوا وخیم‌تر می‌شد. یک تیم نجات سعی کردند از پایین به کورتس برسند، و با استفاده از تونل راه‌آهن که از کوه، Jungfraubahn عبور می‌کرد، به منطقه برسند. آنها به دلیل شدت طوفان نتوانستند به کورتس برسند و مجبور شدند او را برای تمام شب آویزان و بدون محافظت بود و در معرض محیط و بسته مانده به طناب بگذارند. روز بعد، تیم دوباره تلاش کرد تا یک امداد را انجام دهد. خود کورتس هم برای نجات خود تلاش می‌کرد، علی‌رغم دست منجمد شده اش که به دلیل از دست دادن دستکش رخ داده بود، سعی کرد از سطح کوه پایین بیایید و به تیم برسد. برای رسیدن به این هدف، او ابتدا باید بدن مرده رفیق خود را که از زیر او آویزان بود، شل کند، سپس بالا برود و رفیق مرده دیگرش را شل کند. برای افزایش طول طنابش، آن را باز کرد و دوباره به هم بست. کل این روند پنج ساعت طاقت فرسا به طول انجامید. سپس طناب را به سمت نجاتگران انداخت که آنها طناب خود را متصل کنند.

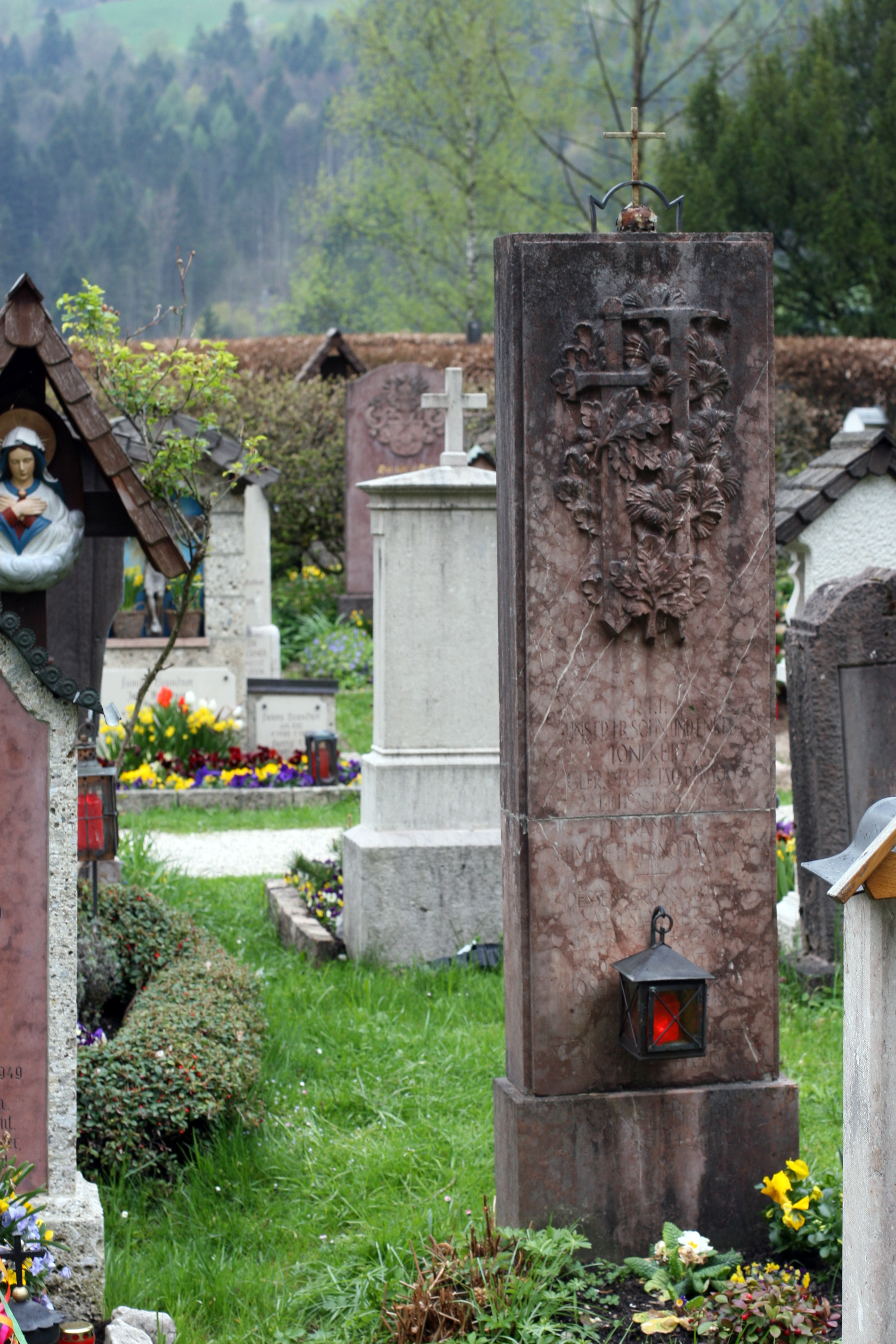
قبر کورتس

راهنمایان کوه فقط یک طناب بلند که ۶۰ متر طول داشت با خود داشتند. هانس شلونگر فقط آن را بین پشت و کوله پشتی اش قرار داد (نه داخل کوله پشتی اش) تا کمی وقت صرفه جویی کند. این یک عمل غیرمعمول و غیرعادی برای آنها نبود. آنها معمولاً عملیات‌های نجات برای سایرین انجام می‌دادند. متأسفانه وقتی او حرکتی ناگهانی انجام داد، طناب افتاد و به پایین دیوار افتاد. در نتیجه تیم دو طناب کوتاهتر را برای رسیدن به طول مورد نیاز باهم گره زد. با این حال طناب‌های به هم متصل شده هنوز کوتاه بودند. کورتس طناب آنها را بالا کشید، آن را درست کرد و تلاش خود را برای پایین آمدن با طناب انجام داد. او فقط چند متر بالاتر از نجاتگرانش توسط گره متوقف شد. برای پایین آمدن بیشتر او مجبور بود آنقدر خود را بالا بکشد تا تنش روی گره را آزاد کند و اجازه دهد که از وسایل چرخش عبور کند. اما وقتی به گره طناب رسید گره از حلقه کارابین رد نمیشد. ناامیدانه، کورتس سعی کرد خود را از کنار گره عبور دهد، اما بی فایده بود. او در مواجهه با بی فایده بودن وضعیت خود، فقط گفت "Ich kann nicht mehr" ("دیگر نمی‌توانم ادامه دهم") و درگذشت. جسد بی‌جان او بعداً توسط یک تیم آلمانی دیگر نجات شد.